# المجلس الاقتصادي عبر الأطلسي
المجلس الاقتصادي عبر الأطلسي Transatlantic Economic Council ( TEC ) هو هيئة تم إنشاؤها بين الولايات المتحدة والاتحاد الأوروبي لتوجيه التعاون الاقتصادي بين الاقتصادين.

## التأسيس والرئاسة
تأسست المجلس الاقتصادي عبر الأطلسي بموجب اتفاقية تم توقيعها في 30 أبريل 2007 في البيت الأبيض من قبل الرئيس الأميركي جورج دبليو بوش ورئيسة المجلس الأوروبي أنجيلا ميركل ( المستشارة الألمانية أيضاً) ورئيس المفوضية الأوروبية خوسيه مانويل باروسو

## العمل
تتولى المجلس مهمة المساعدة في تحقيق أهداف الشراكة الاقتصادية وتوحيد الأنظمة. وتشمل الأولويات الأخرى: السلامة على الطرق، والحفاظ على البنزين، واختبار مستحضرات التجميل (إيجاد بدائل للاختبار على الحيوانات )، والتكنولوجيا، والمزيد من التعاون. ومع ذلك، تعرض المجلس لانتقادات بسبب انغماسه في تفاصيل بسيطة وفشله في تحقيق نتائج.
في اجتماع المجلس الاقتصادي عبر الأطلسي الذي عقد في 17 ديسمبر 2010 في واشنطن العاصمة، أصدر الزعماء بيان مشترك للمجلس بين الولايات المتحدة والاتحاد الأوروبي، والذي التزم فيه جميع الأطراف بتعميق التعاون عبر الأطلسي في مجال التجارة الآمنة وسياسات أمن سلسلة التوريد. وتبع ذلك صدور بيان مشترك بين الاتحاد الأوروبي والولايات المتحدة بشأن أمن سلسلة التوريد تم توقيعه في بروكسل في 23 يونيو 2011. 

## روابط خارجية
- المجلس الاقتصادي عبر الأطلسي، وزارة الخارجية الأمريكية
- البيان المشترك للمجلس الاقتصادي عبر الأطلسي لعام 2010، البيت الأبيض
- المجلس الاقتصادي عبر الأطلسي، المفوضية الأوروبية - المشاريع والصناعة
- نص الاتفاق، البيت الأبيض، 2007-04-30
- FFII: ماكريفي يريد إضفاء الشرعية على براءات اختراع البرمجيات من خلال معاهدة براءات الاختراع بين الولايات المتحدة والاتحاد الأوروبي